# Jack Quinn (Eishockeyspieler)
Jack Quinn (* 19. September 2001 in Cobden, Ontario) ist ein kanadischer Eishockeyspieler, der seit November 2020 bei den Buffalo Sabres in der National Hockey League unter Vertrag steht. Mit der kanadischen Nationalmannschaft gewann der Flügelstürmer die Goldmedaille bei der Weltmeisterschaft 2023.

## Karriere
Jack Quinn wuchs in Cobden auf und spielte in seiner Jugend unter anderem für die Kanata Lasers. Zur Saison 2017/18 wechselte er zu den Ottawa 67’s in die Ontario Hockey League (OHL), die ranghöchste Juniorenliga seiner Heimatprovinz, wobei er in diesem Spieljahr noch überwiegend bei den Lasers auflief. Der Durchbruch in Ottawa gelang ihm in der Spielzeit 2019/20, als er 89 Punkte in 62 Partien verzeichnete und sich damit unter den zehn besten Scorern der Liga platzierte. Nachdem er zwischenzeitlich auch am CHL Top Prospects Game teilgenommen hatte, wählten die Buffalo Sabres den Angreifer im NHL Entry Draft 2020 an achter Position aus. Dort unterzeichnete er im November 2020 einen Einstiegsvertrag.
Nach der COVID-19-bedingten Pause gab Quinn im Frühjahr 2021 sein Profidebüt für die Rochester Americans in der American Hockey League (AHL), das Farmteam der Buffalo Sabres. Dort verbrachte er auch fast die gesamte Saison 2021/22, wobei er 61 Scorerpunkte in nur 45 Partien verzeichnete. Demzufolge zeichnete man ihn mit dem Dudley „Red“ Garrett Memorial Award als besten Rookie der Liga aus und wählte ihn zudem ins AHL All-Rookie Team. Parallel dazu kam er im Januar 2022 auch zu seinem Debüt für die Sabres in der National Hockey League (NHL), in deren Aufgebot er sich schließlich mit Beginn der Saison 2022/23 etablierte. Seine erste komplette NHL-Spielzeit beendete er mit 37 Punkten aus 75 Partien.

### International
Auf internationaler Ebene debütierte der Angreifer mit der kanadischen U20-Nationalmannschaft bei der U20-Weltmeisterschaft 2021 und errang dort mit der Auswahl die Silbermedaille. Wenig später lief er erstmals für die A-Nationalmannschaft seines Heimatlandes auf, die bei der Weltmeisterschaft 2023 die Goldmedaille gewann.

## Erfolge und Auszeichnungen
- 2020 Teilnahme am CHL Top Prospects Game
- 2022 Dudley „Red“ Garrett Memorial Award
- 2022 AHL All-Rookie Team

### International
- 2021 Silbermedaille bei der U20-Weltmeisterschaft
- 2023 Goldmedaille bei der Weltmeisterschaft

## Karrierestatistik
Stand: Ende der Saison 2024/25

### International
Vertrat Kanada bei:
- U20-Weltmeisterschaft 2021
- Weltmeisterschaft 2023

(Legende zur Spielerstatistik: Sp oder GP = absolvierte Spiele; T oder G = erzielte Tore; V oder A = erzielte Assists; Pkt oder Pts = erzielte Scorerpunkte; SM oder PIM = erhaltene Strafminuten; +/− = Plus/Minus-Bilanz; PP = erzielte Überzahltore; SH = erzielte Unterzahltore; GW = erzielte Siegtore; 1 Play-downs/Relegation; Kursiv: Statistik nicht vollständig)